# Ivan Kramskoï
 (août 2025).
Si vous disposez d'ouvrages ou d'articles de référence ou si vous connaissez des sites web de qualité traitant du thème abordé ici, merci de compléter l'article en donnant les références utiles à sa vérifiabilité et en les liant à la section « Notes et références ».
Ivan Nikolaïevitch Kramskoï (en russe : Иван Николаевич Крамской), né le 27 mai 1837 (8 juin dans le calendrier grégorien) à Ostrogojsk (actuelle oblast de Voronej) et mort le 24 mars 1887 (5 avril dans le calendrier grégorien) à Saint-Pétersbourg, est un peintre et critique d'art russe, ainsi qu'une très importante figure intellectuelle des années 1860-1880, chef de file du mouvement de l'art démocratique russe (les Ambulants).

## Biographie
Issu d'une famille de petite bourgeoisie, il étudie de 1857 à 1863 à l'Académie impériale des beaux-arts de Saint-Pétersbourg. Il réagit contre l'art académique, et dirige la révolte des Quatorze qui se termine par l'expulsion des élèves qui y avaient participé, lesquels se réunirent plus tard en un groupe appelé l'Artel des artistes.
Sous l'influence des idées révolutionnaires des démocrates russes, Kramskoï développe une haute vision du rôle moral de l'artiste, dans la lignée humaniste d'Alexandre Ivanov. Il est l'un des principaux fondateurs du mouvement des Ambulants (Peredvijniki). Il peint les portraits des plus célèbres artistes de son temps (Léon Tolstoï, 1873 ; Ivan Chichkine, 1873 ; Pavel Tretiakov, 1876, etc.) dans lesquels la simplicité de la composition et la clarté de la représentation accentuent la profondeur psychologique. Ses idées démocratiques éclatent dans ses portraits de paysans, tout à la gloire du peuple. 
Aspirant à développer l'expressivité de ses images, il perfectionne son art du portrait et de la peinture de genre, notamment avec N. A. Nekrassov dans la période des « Derniers Chants » (1878) et Inconsolable Chagrin (1884). Ces tableaux décrivent la simplicité des émotions sincères et complexes de sujets, donnant un aperçu poignant de leur personnalité et de leur destin. L'orientation démocratique de l'art de Kramskoï, ses jugements critiques pointus à ce sujet et sa quête persistante de critères objectifs pour l'évaluation de l'art ont exercé une influence essentielle sur le développement de l'art et de l'esthétique démocratique en Russie pendant le dernier tiers du XIXe siècle.
La plupart de ses tableaux sont aujourd'hui conservés à la Galerie Tretiakov, notamment Roussalki (1871) , Christ dans le désert de 1872 et L'Inconnue de 1883, peut-être ses œuvres les plus connues.

## Œuvres

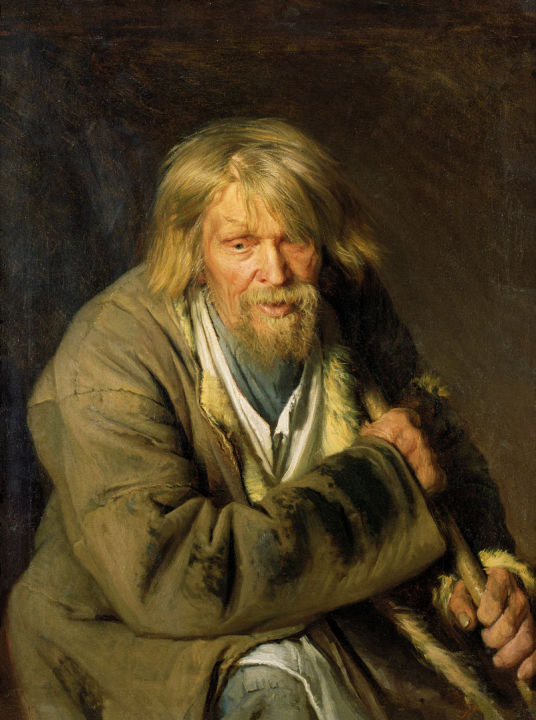
Vieil Homme à la béquille (1872), Château de Catharinenthal, Kadriorg, Estonie
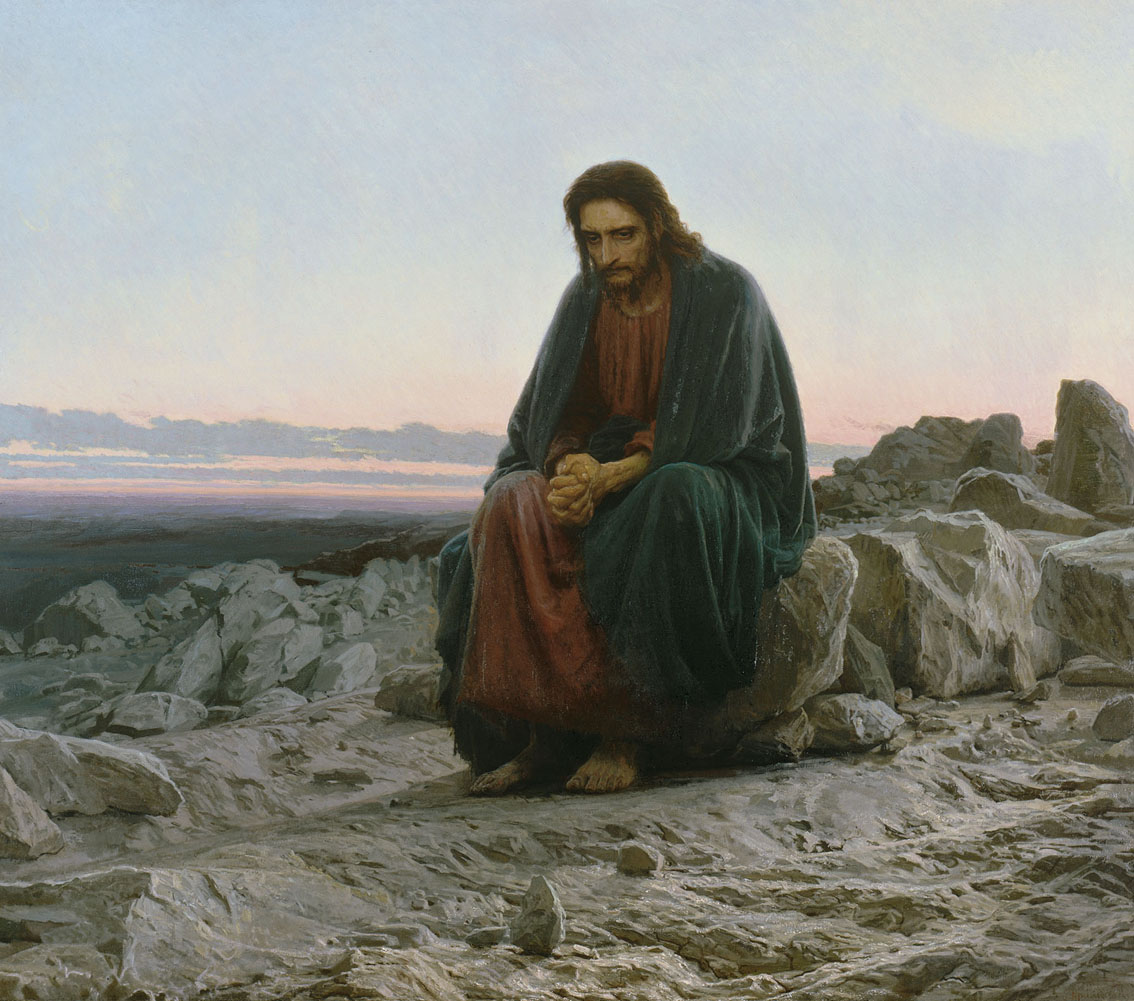
Christ dans le désert (1872),Galerie Tretiakov, Moscou
Portrait d'Ivan Chichkine (1873),Galerie Tretiakov, Moscou
Portrait de Léon Tolstoï (1873), Galerie Tretiakov, Moscou
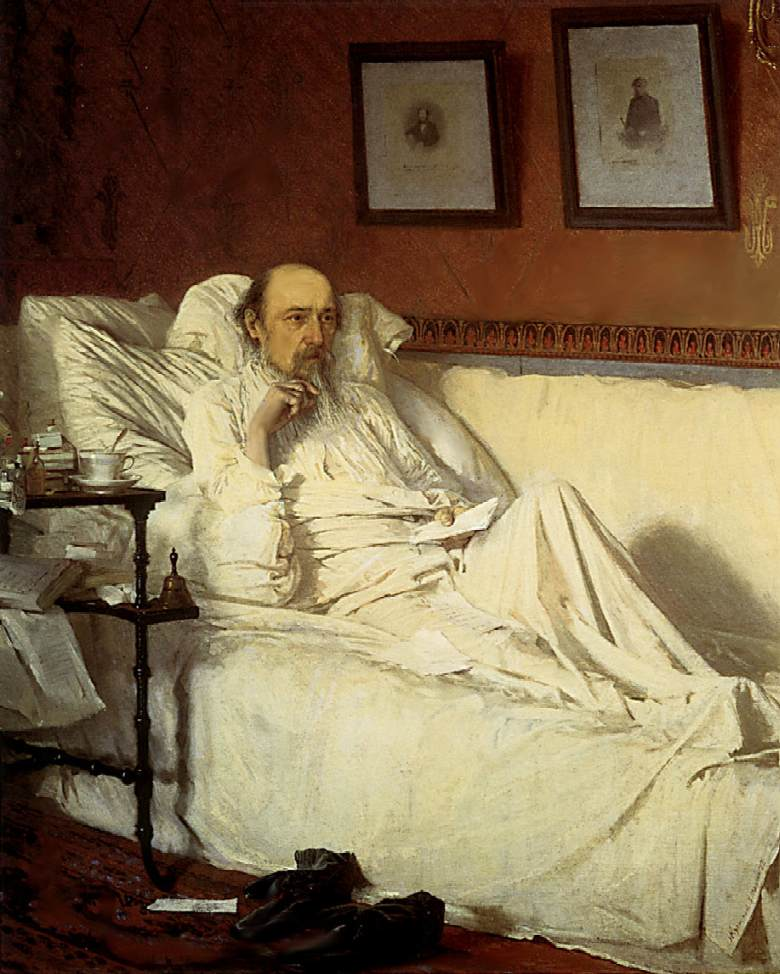
N. A. Nekrassov dans la période des « Derniers chants» (1878), Galerie Tretiakov, Moscou
Portrait d'Ivan Chichkine (1880), Musée Russe, Saint-Pétersbourg
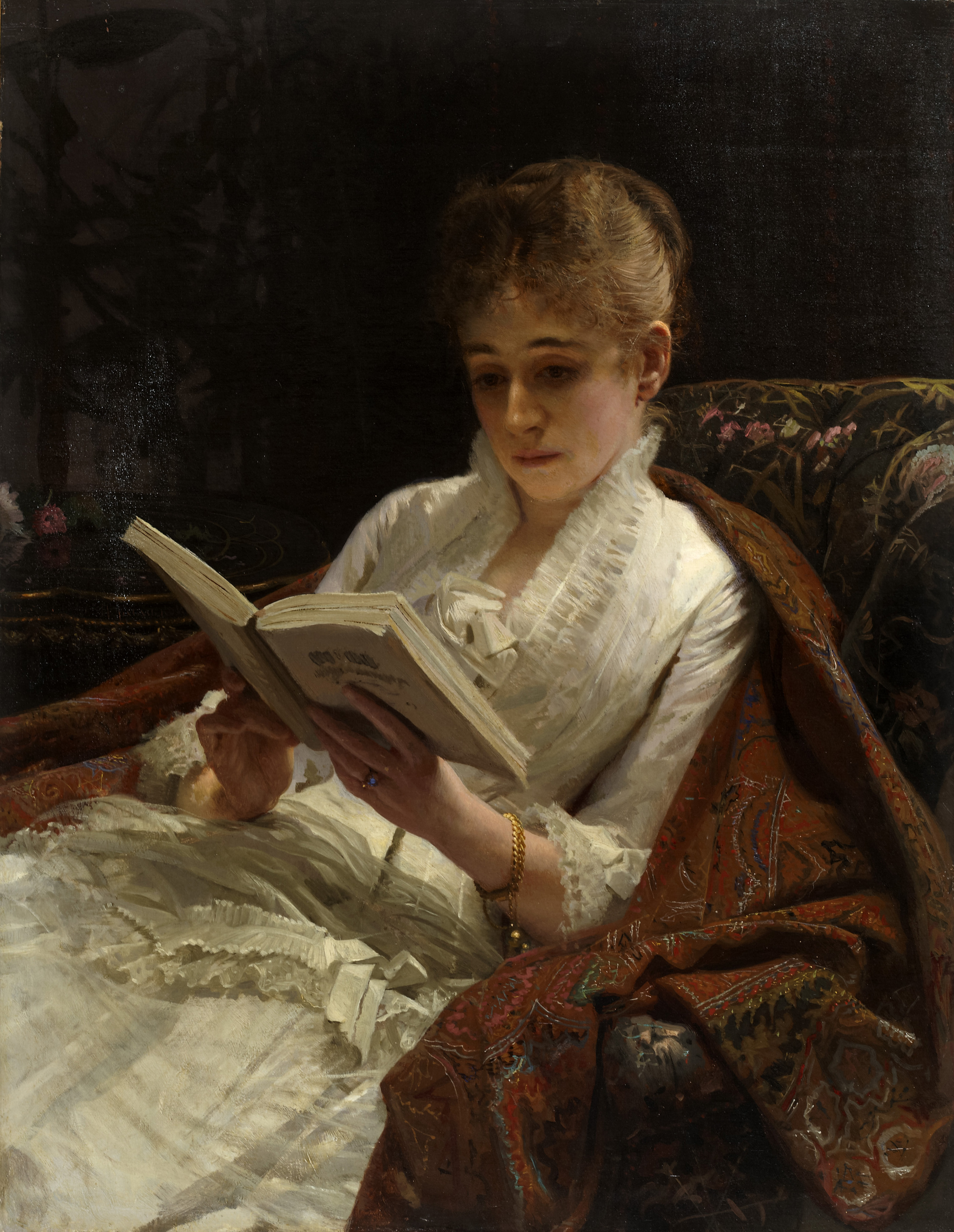
Portrait d'une dame qui lit (1881), Musée des beaux-arts, Ekaterinbourg
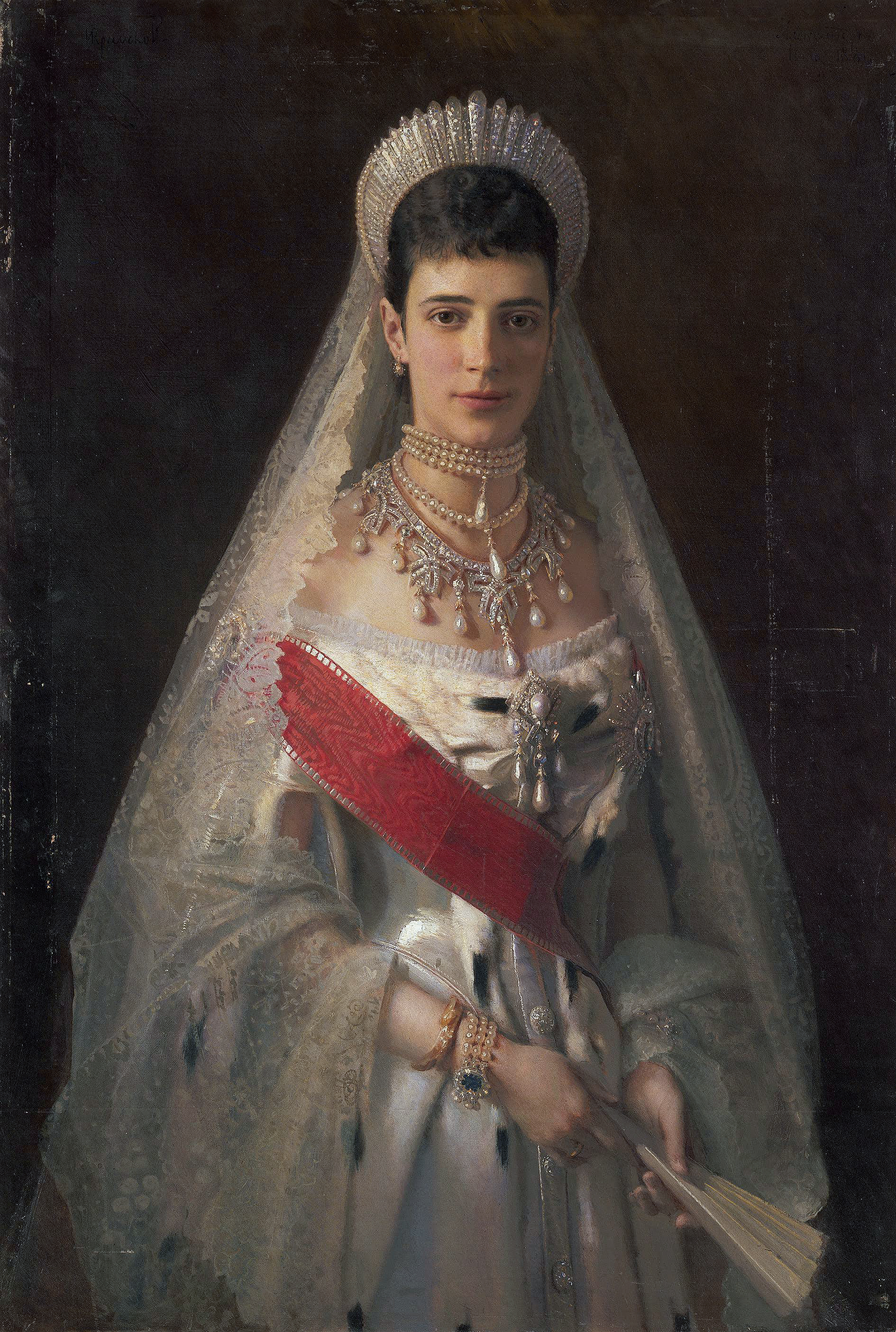
Portrait de Maria Feodorovna, princesse Dagmar de Danemark (1882), Musée Russe, Saint-Pétersbourg
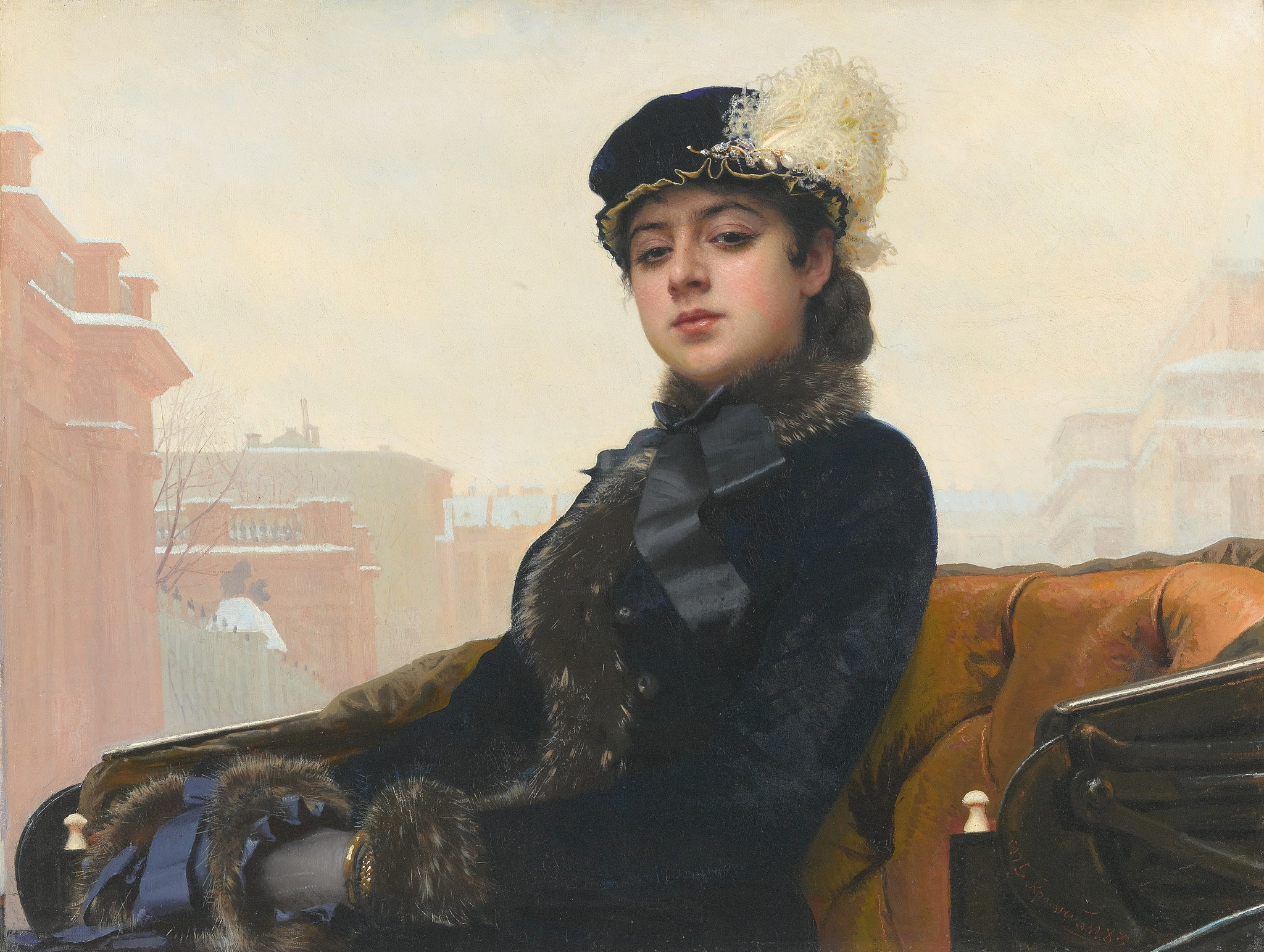
L'Inconnue (1883), Galerie Tretiakov, Moscou
Chagrin inconsolable (1884), Galerie Tretiakov, Moscou
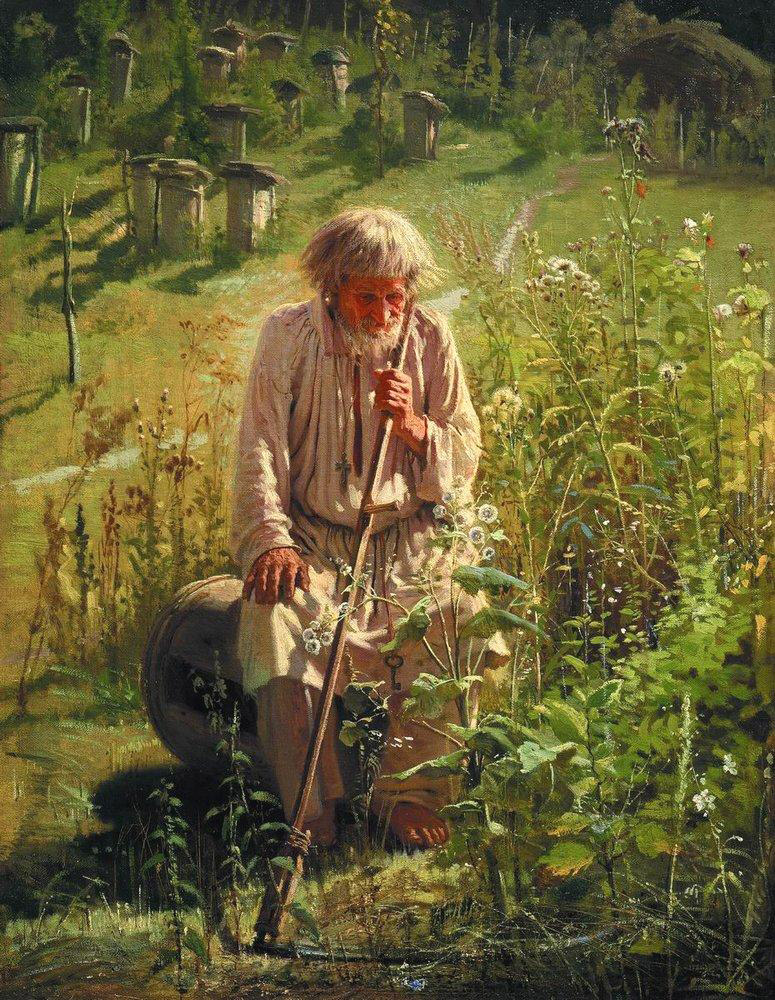
L'Apiculteur (Kramskoï) (1872) Moscou
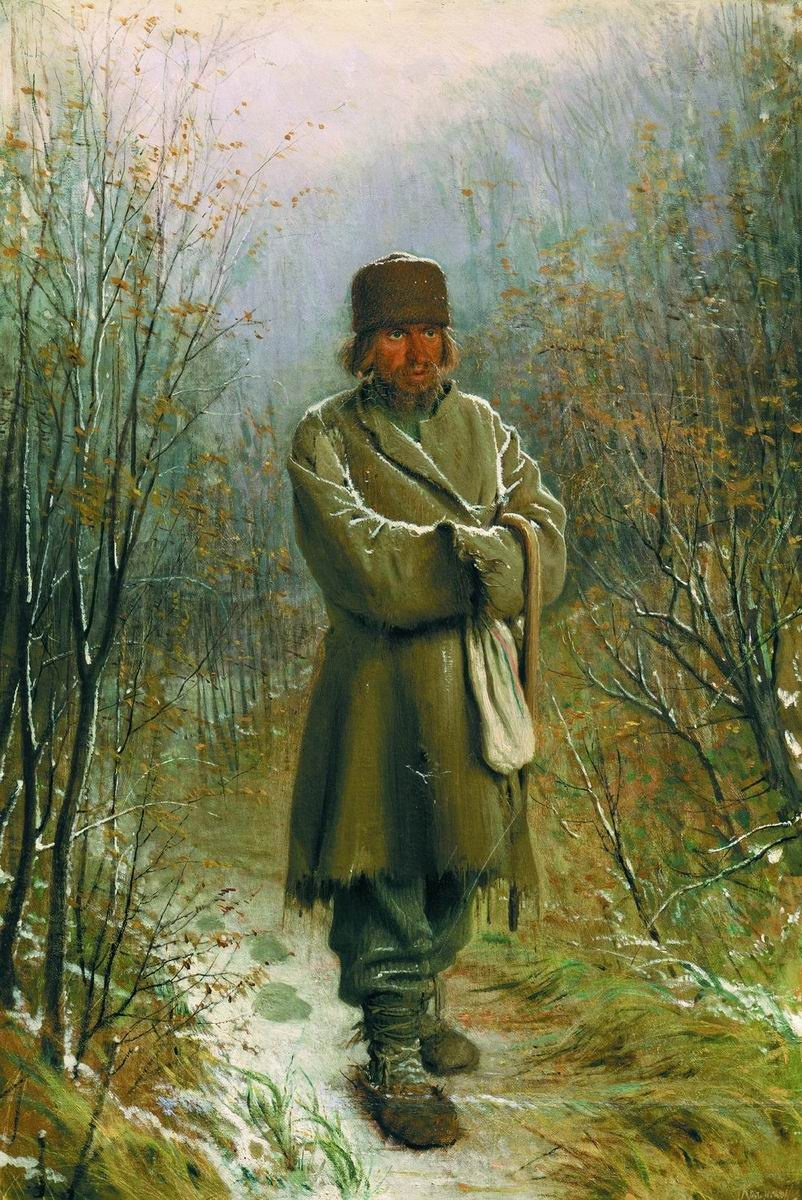
Le Contemplatif 1876
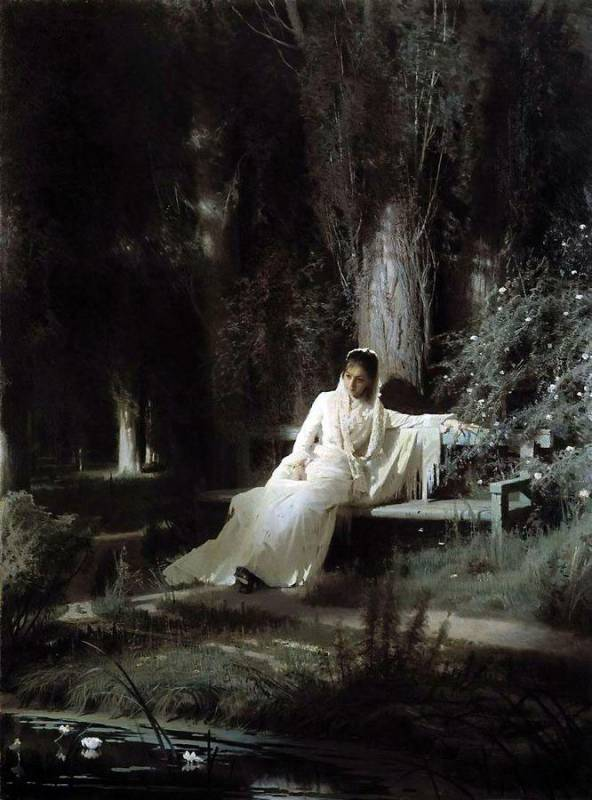
Nuit au clair de lune (1880)